# Địa lý Syria
Syria nằm ở Tây Nam Á, phía bắc bán đảo Ả Rập, ở cuối phía đông của biển Địa Trung Hải. Nó giáp với Thổ Nhĩ Kỳ ở phía bắc, Liban và Israel ở phía tây và tây nam, Iraq về phía đông, và Jordan ở phía nam. Nó bao gồm các dãy núi ở phía tây và một vùng đất dốc. Ở phía đông là Sa mạc Syria và ở phía nam là dãy núi Jabal al-Druze. Nó bị chia cắt bởi thung lũng Euphrates. Một đập được xây dựng vào năm 1973 trên sông Euphrates đã tạo ra một hồ chứa có tên là Hồ Assad, hồ lớn nhất ở Syria. Điểm cao nhất ở Syria là núi Hermon (2.814 m; 9.232 ft) trên biên giới Lebanon. Giữa bờ biển Địa Trung Hải ẩm ướt và các vùng sa mạc khô cằn nằm trong một khu vực dốc bán khô trải rộng trên ba phần tư đất nước, nơi có gió nóng, khô thổi qua sa mạc. Syria bị cạn kiệt, với 28% đất canh tác, 4% dành riêng cho cây lâu năm, 46% được sử dụng làm đồng cỏ, và chỉ có 3% rừng và đất rừng.
Syria được chia thành mười bốn governorates, hoặc muhafazah. Các governorates được chia thành tổng cộng sáu mươi quận, hoặc manatiq (hát. Mintaqah), được chia thành các quận nhỏ hơn, hoặc nawahi (hát. Nahiya). Thủ đô Damascus là thành phố lớn thứ hai ở Syria, và khu vực đô thị là một chính quyền. Aleppo (dân số 2.301.570) ở miền bắc Syria là thành phố lớn nhất. Latakia cùng với Tartus là các cảng chính của Syria trên Biển Địa Trung Hải.

## Khu vực địa lý
Khu vực này bao gồm khoảng 185.180 km vuông sa mạc, đồng bằng và núi. Nó được chia thành một khu vực ven biển - với một vành đai núi hẹp hẹp bao quanh một trầm cảm ở phía tây và một cao nguyên phía đông lớn hơn nhiều. Khí hậu chủ yếu là khô; khoảng ba phần năm của đất nước có ít hơn 250 mm (9.84 in) mưa mỗi năm. Đất đai màu mỡ là nguồn tài nguyên thiên nhiên quan trọng nhất của tiểu bang, và những nỗ lực đã được thực hiện để tăng số lượng đất canh tác thông qua các dự án thủy lợi.

### Đồng bằng ven biển

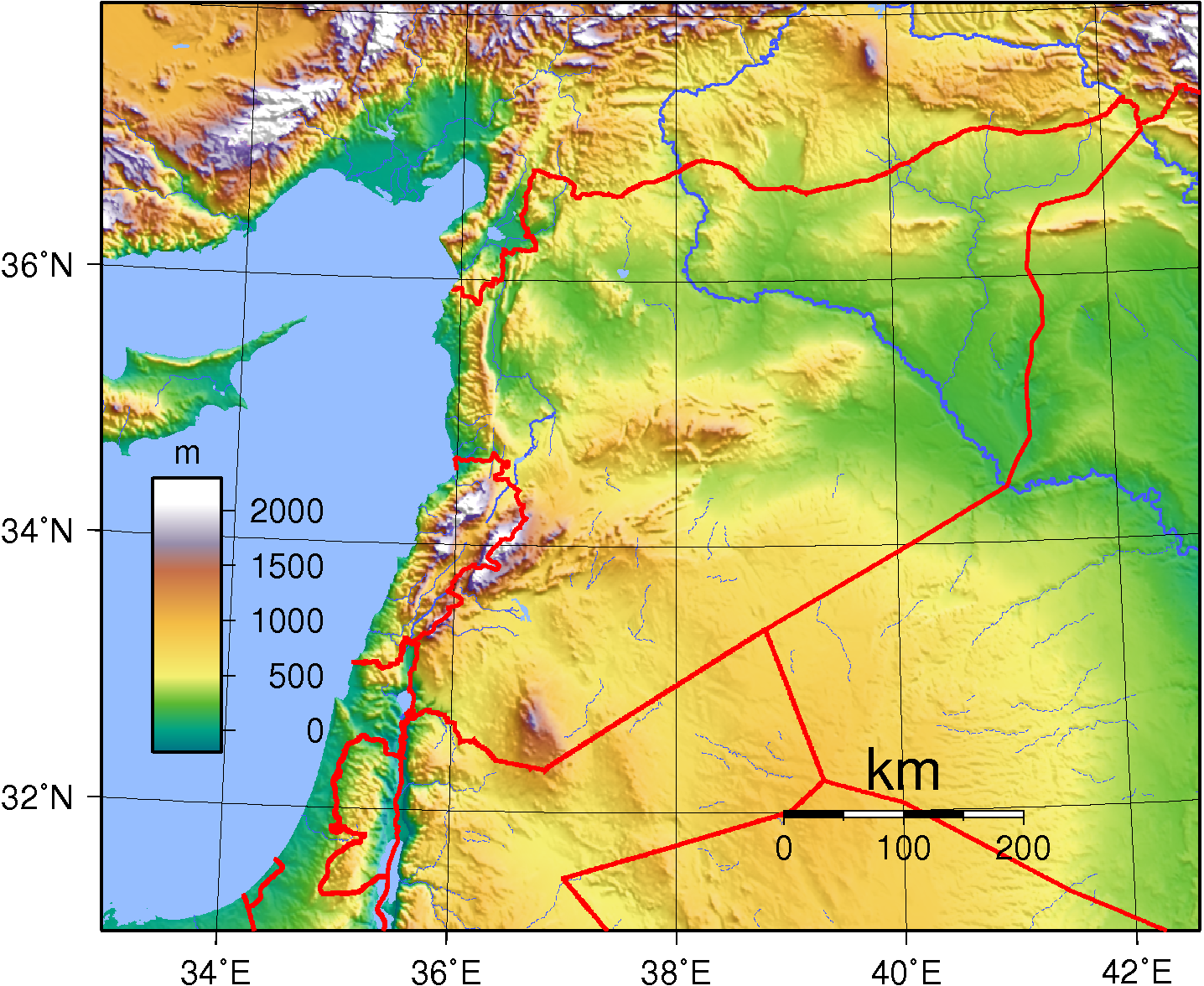
Địa hình Syria

Dọc theo Địa Trung Hải, một đồng bằng ven biển hẹp trải dài về phía nam từ biên giới Thổ Nhĩ Kỳ đến Liban. Độ phẳng của cận duyên này, được bao phủ bởi các đụn cát, bị phá vỡ chỉ bởi các khu bảo tồn bên chạy từ núi xuống biển. Các cảng chính là Latakia và Tartous. Syria tuyên bố giới hạn lãnh thổ 35 hải lý (64,8 km; 40,3 mi) ngoài khơi bờ biển Địa Trung Hải của nó. Tuy nhiên, vào năm 2003, Syria đơn phương tuyên bố các khu vực hàng hải của mình, tôn trọng 12 hải lý được Luật Biển Liên Hợp Quốc cho phép.

### Vùng cao
Jabal an Nusayriyah, một dãy núi song song với đồng bằng ven biển, có độ cao trung bình chỉ hơn 1.212 mét trên mực nước biển; đỉnh cao nhất, Nabi Yunis, cao khoảng 1.575 mét so với mực nước biển. Các sườn phía tây đón gió biển ẩm ướt phía tây và do đó màu mỡ hơn và đông dân hơn so với sườn phía đông, mà chỉ nhận được gió nóng, khô thổi qua sa mạc. Trước khi đến biên giới Li-băng và dãy núi Anti-Lebanon, dãy Jabal thuộc dãy Nusayriyah chấm dứt, rời khỏi một hành lang - Homs Gap — qua đó chạy đường cao tốc và đường sắt từ Homs đến cảng Tripoli của Liban. Trong nhiều thế kỷ, Homs Gap đã trở thành một tuyến thương mại và xâm lược yêu thích từ bờ biển đến nội địa của đất nước và đến các khu vực khác của châu Á. Về phía Đông, dãy núi al-Ansariyah được tách ra từ dãy Jabal az Zawiyah và vùng cao nguyên bên thung lũng Al Ghab, một rãnh màu mỡ, được tưới qua sông Orontes uốn khúc. 
Trong nội địa và xa hơn về phía nam, dãy núi Anti-Lebanon tăng lên đến đỉnh cao hơn 2.700 mét so với mực nước biển trên biên giới Syria-Lebanon và lan rộng ra phía đông về phía vùng cao nguyên. Các sườn núi phía đông có ít mưa và thảm thực vật và hợp nhất với sa mạc.

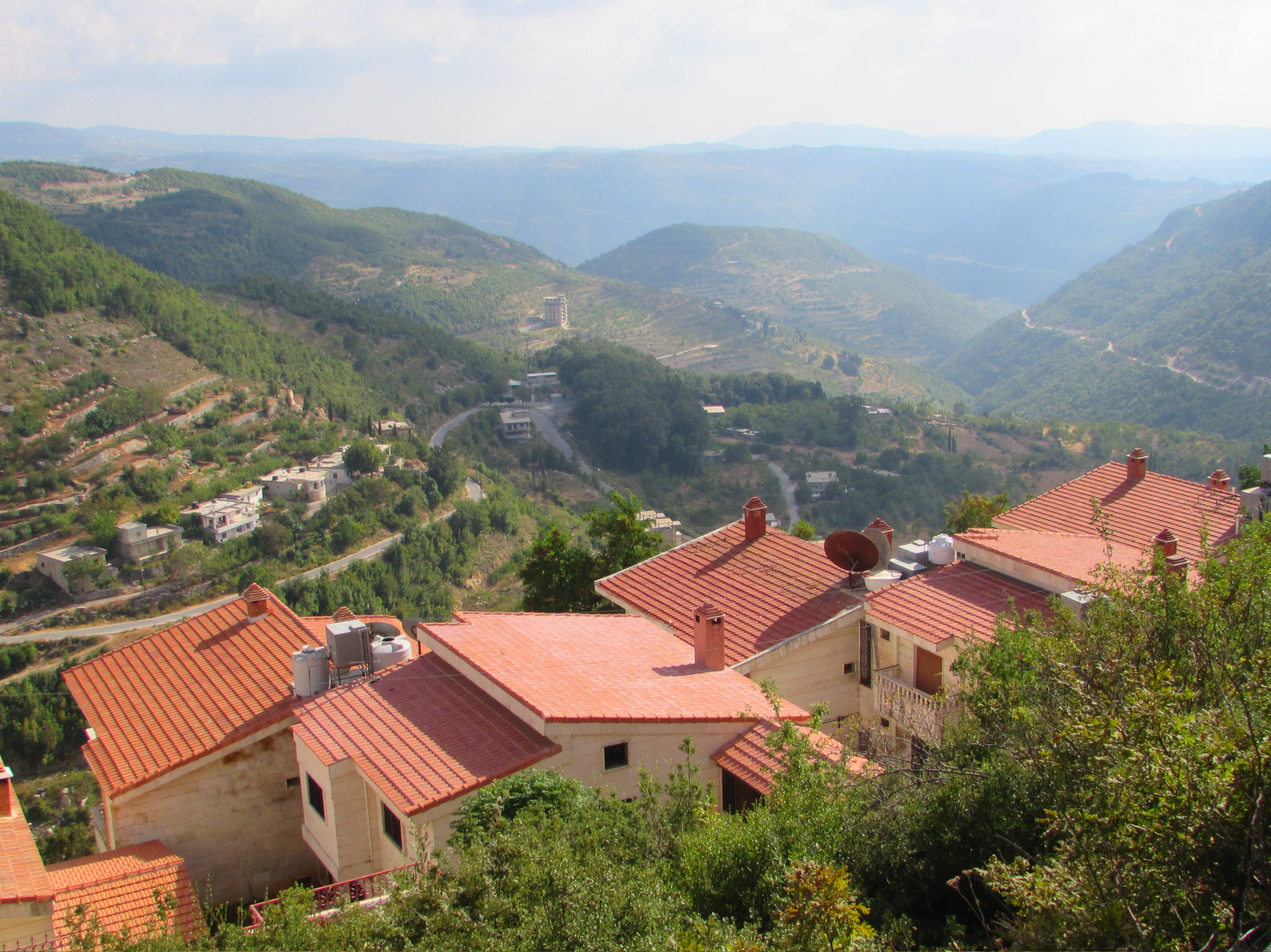
Slinfah, nằm ở dãy núi ven biển Syria

Ở phía tây nam, Núi Hermon cao (Jabal ash Shaykh), cũng nằm trên biên giới giữa Syria và Li-băng, xuống tới Cao nguyên Hawran nhận được gió mưa từ Địa Trung Hải. Tuy nhiên, tất cả các sườn núi thấp nhất của Núi Hermon là không có người ở. Nón núi lửa, một số trong đó đạt hơn 900 mét, giao nhau, mở, cán, một lần màu mỡ cao nguyên Hawran phía nam của Damascus và phía đông của dãy núi Anti-Lebanon. Phía Tây Nam của vùng Hawran là vùng núi lửa cao của dãy núi Jabal al-Druze thuộc quần thể Druze của đất nước. Đây là một phần của khu vực núi lửa Shaam ở vùng Harrat, trải dài đến tận Ả Rập Xê Út. Phía đông bắc của Jabal al-Druze là một lĩnh vực dung nham lớn được gọi là Al-Safa nổi bật trong quan điểm vệ tinh.

### Cao nguyên phía đông
Toàn bộ khu vực cao nguyên phía đông được giao nhau bởi một dãy núi thấp, Jabal ar Ruwaq, Jabal Abu Rujmayn và Jebel Bishri, mở rộng về phía đông bắc từ Jabal Al Arab đến Euphrates. Phía nam của những ngọn núi này nằm ở một vùng sa mạc cằn cỗi được gọi là Hamad. Phía bắc của Jabal ar Ruwaq và phía đông thành phố Homs là một khu vực cằn cỗi khác được gọi là Sa mạc Homs, nơi có bề mặt đất cứng.
Đông Bắc của Euphrates, bắt nguồn từ vùng núi của Thổ Nhĩ Kỳ và chảy theo đường chéo xuyên Syria vào Iraq, là vùng Jazira màu mỡ. Khu vực này được tưới bởi hai nhánh của Euphrates, Balikh và Khabur. Khu vực này đã trải qua những cải tiến về thủy lợi trong những năm 1960 và 1970, và nó cung cấp các loại ngũ cốc và cây bông đáng kể. Các khám phá về dầu và khí tự nhiên ở phần cực đông bắc của Jazira đã nâng cao đáng kể tiềm năng kinh tế của khu vực.

## Nước

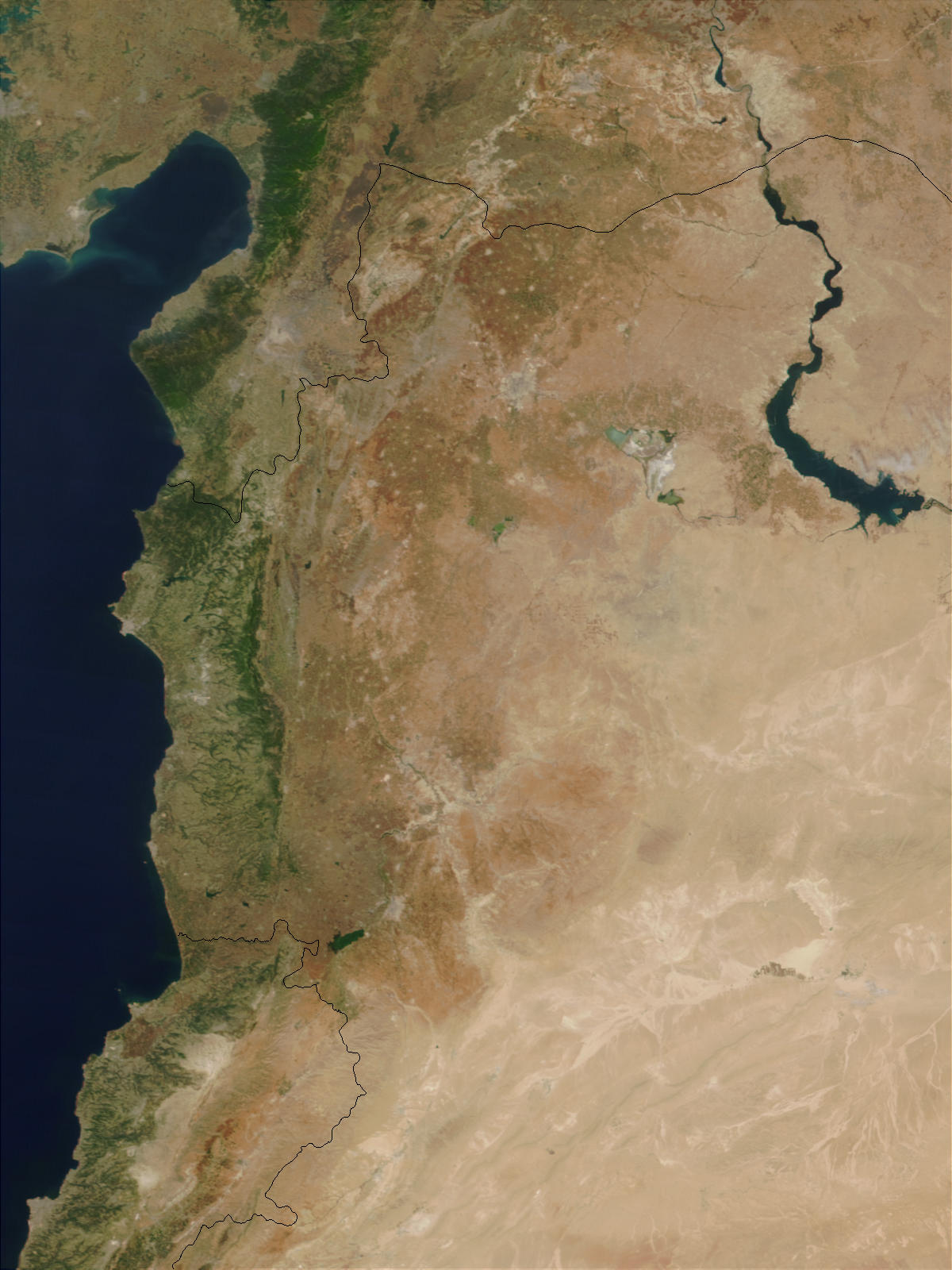
Lũ lụt ở miền Bắc Syria sau khi vỡ đập Zeyzoun, tháng 6 năm 2002

Đường thủy của đất nước có tầm quan trọng sống còn đối với sự phát triển nông nghiệp của nó. Con sông dài nhất và quan trọng nhất là Euphrates, chiếm hơn 80% nguồn nước của Syria. Các nhánh sông chính bên trái của nó, Balikh và Khabur, là những con sông nhỏ lâu năm mà cả hai đều tăng ở vùng biên giới Syro-Thổ Nhĩ Kỳ. Các nhánh bên phải của sông Euphrates chủ yếu là các suối nhỏ theo mùa gọi là wadis. Năm 1973, Syria hoàn thành việc xây dựng đập Tabqa trên sông Euphrates ở thượng nguồn từ thị trấn Ar-Raqqah. Con đập tạo ra một hồ chứa có tên là Hồ Assad (Buhayrat al Assad), một vùng nước dài khoảng 80 km và có chiều rộng trung bình tám km.
Trong khu vực cao nguyên khô cằn phía đông Damascus, ốc đảo, suối, và một vài con sông nội thất trống rỗng vào đầm lầy và hồ nhỏ cung cấp nước cho tưới tiêu địa phương. Quan trọng nhất trong số này là Barada, một con sông nổi lên trong dãy núi Anti-Lebanon và biến mất vào sa mạc. Barada tạo ra Al Ghutah Oasis, địa điểm Damascus. Khu vực xanh tươi này, diện tích 370 km2, đã giúp Damascus phát triển thịnh vượng từ thời xa xưa. Vào giữa những năm 1980, kích thước của Al Ghutah dần dần bị xói mòn như là nhà ở ngoại ô và công nghiệp nhẹ từ Damascus xâm lấn vào ốc đảo.
Các khu vực ở Jazira đã được nuôi dưỡng dưới nước của sông Khabur (Nahr al Khabur). Sông Sinn, một con sông nhỏ đánh dấu biên giới giữa Tartus và Latakia, được sử dụng để tưới cho khu vực phía tây của Jabal một Nusayriyah, khoảng 32 km về phía tây nam của cảng Latakia. Ở phía nam, các con suối dẫn nước trên sông Yarmouk được chuyển hướng để tưới tiêu cho sông Hawran. Các hồ chứa nước ngầm chủ yếu là suối tự nhiên được khai thác cho cả thủy lợi và nước uống. Nguồn tài nguyên nước ngầm phong phú nhất là vùng Al Ghab, có khoảng 19 suối lớn và các con sông ngầm có năng suất kết hợp là hàng ngàn lít mỗi phút.

## Khí hậu

Bản đồ khí hậu Köppen của Syria

Điểm nổi bật nhất của khí hậu là sự tương phản. Giữa bờ biển Địa Trung Hải ẩm ướt và các vùng sa mạc khô cằn nằm ở vùng thảo nguyên bán khô trải dài trên ba phần tư đất nước và giáp với phía tây của dãy núi Anti-Lebanon và Jabal an Nusayriyah, ở phía bắc của vùng núi Thổ Nhĩ Kỳ, và ở phía đông nam của Jabal al Arab, Jabal ar Ruwaq, Jabal Abu Rujmayn và Jabal Bishri.
Lượng mưa trong khu vực này khá dồi dào, lượng mưa hàng năm dao động từ 750 đến 1000 mm (30 và 40 inch). Hầu hết các cơn mưa, do gió từ Địa Trung Hải thực hiện, rơi vào khoảng giữa tháng 11 và tháng 5. Nhiệt độ trung bình hàng năm dao động từ 7 °C (45 °F) trong tháng 1 đến 27 °C (81 °F) vào tháng Tám. Bởi vì các rặng núi cao của Jabal một Nusayriyah bắt hầu hết các cơn mưa từ Địa Trung Hải, trầm cảm Al Ghab, nằm ở phía đông của những ngọn núi, là trong một khu vực tương đối khô cằn với gió ấm, khô và lượng mưa ít ỏi. Sương giá không được biết trong bất kỳ mùa nào, mặc dù các đỉnh của Jabal an Nusayriyah đôi khi bị che phủ bởi tuyết.
Xa hơn về phía nam, những đám mây mang mưa từ Địa Trung Hải đi qua khoảng trống giữa Jabal Nusayriyah và Dãy núi Anti-Lebanon, đến khu vực Homs và, đôi khi, vùng thảo nguyên phía đông thành phố đó. Tuy xa hơn về phía nam, tuy nhiên, dãy núi Anti-Lebanon chặn mưa từ Địa Trung Hải, và khu vực, bao gồm thành phố thủ đô Damascus, trở thành một phần của vùng khí hậu bán khô của thảo nguyên, với lượng mưa trung bình dưới 200 mm (8 in) một năm và với nhiệt độ từ 4 °C (39 °F) trong tháng Giêng đến 40 °C (104 °F) trong tháng Bảy và tháng Tám. Vùng lân cận của thủ đô là, tuy nhiên, xanh tươi và có thể trồng trọt do tưới tiêu từ sông Barada bởi các cống được xây dựng trong thời La Mã.

Ở phía đông nam, độ ẩm giảm và lượng mưa hàng năm giảm xuống dưới 100 mm (4 in). Lượng mưa ít ỏi, hơn thế nữa, có sự thay đổi lớn từ năm này sang năm khác, gây ra hạn hán định kỳ. Trong sa mạc đá cằn cỗi phía nam của dãy núi Jabal ar Ruwaq, Jabal Abu Rujmayn và Jabal Bishri, nhiệt độ trong tháng 7 thường vượt quá 45 °C (113 °F). Bão cát, phổ biến trong tháng 2 và tháng 5, phá hủy thảm thực vật và ngăn chặn chăn thả gia súc. Bắc dãy sa mạc và phía đông của trầm cảm Al Ghab nằm ở các cao nguyên rộng lớn của cao nguyên, nơi bầu trời không mây và nhiệt độ ban ngày cao chiếm ưu thế trong mùa hè, nhưng sương giá, vào những thời điểm nghiêm trọng, phổ biến từ tháng 11 đến tháng 3. Lượng mưa trung bình 250 mm (10 in) một năm nhưng giảm xuống dưới 200 mm (8 in) trong một vành đai lớn dọc theo khu vực sa mạc phía nam. Trong vành đai này, chỉ có sông Euphrates và Khabur cung cấp đủ nước để giải quyết và canh tác.

## Tài nguyên thiên nhiên và sử dụng đất
Tài nguyên thiên nhiên: dầu mỏ, phosphat, quặng crom và mangan, nhựa đường, quặng sắt, halit, đá cẩm thạch, thạch cao, thủy năng
Sử dụng đất:đất canh tác: 24,8%
cây lâu năm: 4,47%khác: 70,73% (2005)
Đất được tưới tiêu: 13,560 km² (2003)
Tổng nước tái tạo: 46,1 km khối (1997)

## Khu vực và ranh giới
Khu vực:tổng cộng: 185.180 km²
đất: 183.630 km²
nước: 1,550 km²
lưu ý: bao gồm 1.295 km² lãnh thổ do Israel chiếm đóng
Vùng biên giới:tổng: 2,253 kmcác nước biên giới: Iraq 605 km, Israel 76 km, Jordan 375 km, Liban 375 km, Thổ Nhĩ Kỳ 822 km
Bờ biển:
193 ki lô mét (120 mi)
Tuyên bố hàng hải:
vùng tiếp giáp: 41 hải lý (75,9 km; 47,2 mi)lãnh hải: 35 hải lý (64,8 km; 40,3 mi)
Độ cao cực đại:
điểm thấp nhất: vị trí chưa đặt tên gần Hồ Tiberias (Biển Galilee) -200 m
điểm cao nhất: Núi Hermon 2814 m

## Vấn đề môi trường
Thảm họa tự nhiên: bão bụi, bão cát, động đất
Các vấn đề môi trường hiện tại: phá rừng; chăn thr quá mức; xói mòn đất; sa mạc hóa; ô nhiễm nguồn nước từ việc bán phá giá nước thải thô và chất thải từ việc lọc dầu; nguồn cung cấp nước uống không đầy đủ
Thỏa thuận quốc tế về môi trường:
bên tham gia: Đa dạng sinh học, Biến đổi khí hậu, Sa mạc hoá, Loài nguy cấp, Chất thải nguy hại, Bảo vệ tầng ôzôn, Ô nhiễm tàu (MARPOL 73/78), Vùng đất ngập nước
đã ký, nhưng chưa được phê duyệt: Sửa đổi môi trường